# جيري فان دايك
جيري فان دايك (بالإنجليزية: Jerry Van Dyke)‏ هو لاعب بوكر وممثل أمريكي، ولد في 27 يوليو 1931 في دانفيل في الولايات المتحدة، وتوفي في 5 يناير 2018 في هت سبرينغز في الولايات المتحدة بسبب قصور القلب.

## أعمال

### مسلسلات
- المدرب
- موردر
- ذا ميدل

## وصلات خارجية
- جيري فان دايك على موقع IMDb (الإنجليزية)
- جيري فان دايك على موقع روتن توميتوز (الإنجليزية)
- جيري فان دايك على موقع ألو سيني (الفرنسية)
- جيري فان دايك على موقع ميوزك برينز (الإنجليزية)
- جيري فان دايك على موقع أول موفي (الإنجليزية)
- جيري فان دايك على موقع قاعدة بيانات الأفلام السويدية (السويدية)
- جيري فان دايك على موقع إن إن دي بي (الإنجليزية)
- جيري فان دايك على موقع ديسكوغز (الإنجليزية)
- جيري فان دايك على موقع قاعدة بيانات الفيلم (الإنجليزية)
- جيري فان دايك على موقع كينوبويسك (الروسية)